# 신해철의 고스트스테이션
신해철의 고스트스테이션(영어: Ghoststation, 약칭 고스[*])은 록 밴드 N.EX.T의 리드보컬 신해철이 진행을 맡았던 라디오 프로그램이다. 2001년 4월 1일부터 2012년 10월 22일까지 11년 6개월에 걸쳐 방송되었다.

## 개요
2001년 4월 1일 시작한 신해철 진행의 라디오 프로그램이다. 애초 인터넷 포탈 사이트인 라이코스 코리아의 음악 채널 라이코스 뮤직과 SBS 파워FM에서 "고스트스테이션(유령방송)"이란 이름으로 새벽 2시부터 새벽 3시까지 동시에 방송되던 것이 2003년 4월 7일 SBS 파워FM에서 방송이 중단되자 한 동안 인터넷 방송으로만 진행되었고, 같은 해 10월 20일에 MBC FM4U로 자리를 옮겨 신해철의 고스트네이션(영어: Ghostnation)이라는 변경된 제목으로 새벽 1시부터 새벽 3시까지 방송되었다가, 2005년 4월 25일부터는 MBC 표준FM으로 채널을 이관하여 새벽 2시부터 3시까지 방송했으나, 넥스트의 6집 앨범 녹음과 개인활동을 위해 2007년 9월 17일까지 추가로 방송하고 종영되었다. 종영 후 곧바로 비정기 인터넷방송 체제로 전환되었으며, 방송 제목도 다시 신해철의 고스트스테이션으로 원상복귀 되었다. 2008년 3월 31일부터는 SBS 러브FM을 통해 다시 지상파에 복귀하여 밤 12시부터 새벽 2시까지 2시간 동안 방송을 진행했는데,
방송 시작 6개월여만인 같은 해 10월 27일, 신해철은 넥스트 활동 등을 이유로 고스트스테이션 지상파 방송을 다시 중단하였다. 그러다가 2011년 5월 9일부터 MBC 라디오 봄철 프로그램 개편으로 MBC FM4U를 통해 약 2년 6개월여만에 지상파 방송을 재개하여 새벽 2시부터 새벽 3시까지 방송됐으나, MBC 라디오 가을 개편으로 인해 2012년 10월 22일에 완전히 11년만에 종료되었다.

## 역사

### 1기 고스트 스테이션 (2001~2003)
2001년 4월 1일 ~ 2003년 4월 7일 -  라이코스 코리아의 음악 채널 라이코스 뮤직에서 방송되던 인터넷 방송 고스트스테이션(혹은 유령방송)과 SBS 파워FM에서 새벽 2시부터 1시간동안 방송되던 '고스트스테이션'이 혼재했다. 신해철이 미국 뉴욕에서 이민과 유학 생활중에 녹음을 하여 서버에 올리면 이를 라이코스 뮤직의 고스트스테이션 담당자와 SBS 제작진이 내려받아 방송하는 방식으로 진행되었는데, 이것은 인터넷 방송과 공중파 라디오 방송을 통해 동시에 방송이 진행되었던 국내 첫번째 케이스라고 할 수 있다.
중간에 당시 제16대 대통령 선거 후보였던 노무현을 지지하는 유세와 선거방송을 하기 위해 프로그램을 잠시 중단했으며, 2002년 12월 20일 다시 복귀했다.
또한 고스트 스테이션 방송을 온오프라인 파티장 및 공연장, 클럽으로 확대하는 생각도 밝히기도 하였다.

#### 인터넷 방송 기간
2003년 4월 27일  ~ 10월 : 인터넷 방송만 진행.

### 2기 고스트 네이션 (2003~2007)
- 2003년 방송분 청취: Ghost Station의 채널 - 유튜브 접속

2003년 10월 20일부터 MBC FM4U에서 '고스트 네이션(Ghost Nation)'이라는 제목으로 새벽 1시부터 2시간 동안 방송되었다. 또 정기정파 라디오 점검(매달 첫째주 일요일)이 있게 되면, 인터넷 방송인 '로스트 스테이션(Lost Station)'을 진행하기도 했다. 그리고 당시 iMBC 홈페이지에서는 특정 방송의 팬들이 가입하여 활동할 수 있도록 '클럽'이라는 일종의 동호회 홈페이지같은 컨텐츠를 제공하고 있었는데, 고스트네이션 용으로 《고스식구 (The GhostNation)》라는 동호회가 만들어졌다.
2005년 4월 25일 MBC 라디오 봄 개편부터는 MBC 표준FM으로 채널을 이관하여 새벽 2시부터 1시간 방송으로 바뀌어 진행되다가 2007년 10월 가을 개편을 한달여 앞둔 9월 16일에 마지막 방송을 하고 종영되었다. 신해철은 고스트네이션이 끝난 후에도 인터넷 방송으로 계속 이어갈 것을 밝혔다.
한편 방송종료 후 고스트네이션 연출을 담당하던 이우용 PD는 한시적으로 '임진모의 뮤직스페셜'을 맡다가, 고스트스테이션의 정해지지 않은 방송 포맷을 차용해 '프리스테이션'이라는 프로그램을 신설하였고 최윤영, 최현정 아나운서가 차례로 진행하게 된다.

#### 코너 변천
MBC FM4U에서 방송시작과 함께 생긴 코너들은 2004년 가을 개편 후 한번의 코너 개편이 있었다. MBC 표준FM으로 채널을 이관한 뒤에는 수요일과 일요일 코너가 고정으로 방송되었고, 홈페이지에는 '여긴 어디? 난 누구?', '인디추'와 같은 투표용 게시판과 '고스자게' '난 다르게 생각하거든?!'과 같은 게시판도 운영되었다.
| 방송요일 | 2004년 가을 개편 이전(FM4U)                                                          | 2004년 가을 개편 후(FM4U)        | 표준FM으로 채널 이관 후          |
| -------- | ------------------------------------------------------------------------------------ | -------------------------------- | -------------------------------- |
| 매일     | 사연과 신청곡(형식상 운영)                                                           | -                                | -                                |
| 월요일   | 위대한 아티스트                                                                      | 락앤롤수다방                     |                                  |
| 화요일   | N.S.D(N.EX.T Straight Double) -당시 넥스트 드러머였던 쭈니와 베이시스트였던 쌩 출연) | Tune in Japan                    |                                  |
| 수요일   | Tune in Japan                                                                        | 쫌 놀아본 오빠의 미심쩍은 상담소 | 쫌 놀아본 오빠의 미심쩍은 상담소 |
| 목요일   | 쫌 놀아본 오빠의 미심쩍은 상담소                                                     | Class of Rock                    |                                  |
| 금요일   | History of Rock                                                                      | 고스전자군단                     |                                  |
| 토요일   | 마왕 learns to Jazz                                                                  | Indie on spotlight, Indie chart  |                                  |
| 일요일   | 고스트차트, 인디차트                                                                 | 한국의 뮤지션                    | Indie on spotlight / Indie chart |

#### 인터넷 방송 기간
2007년 9월 18일 ~ 2008년 3월 - 넥스트의 6집 앨범 녹음과 개인활동을 위해 지상파 라디오 방송을 종료하고 비정기적으로 고스트스테이션 홈페이지에 mp3파일을 업로드하는 방식의 인터넷방송 체제로 전환했다. 방송명은 원래 제목인 '고스트 스테이션'으로 원상복귀되었다.

### 3기 고스트 스테이션 (2008)
2008년 3월 31일 ~ 10월 27일 - 고스트스테이션은 SBS 러브FM을 통해 밤 12시부터 새벽 2시까지, 2시간 방송되었으며 편집되지 않은 원본파일이 고스트스테이션 홈페이지를 통해 방송되었다.

#### 코너
- 월요일 ~ 금요일 : 사연, 쫌 놀아본 오빠의 미심쩍은 상담소
- 수요일 : 두부세모
- 토요일 : 넥스트와 함께하는 코너(별도의 명칭은 없음)
- 일요일 : 인디온스포트라이트/인디차트

### 4기 고스트 스테이션 (2011~2012)
신해철은 2011년 4월 25일 자신의 홈페이지 '신해철닷컴'을 통해 '(포고)냉동닭 사면 및 해동령 2011.4'라는 글을 올림으로써 방송 복귀를 간접적으로 알렸다.
 ▶ 금일을 기해 전국 및 해외에 은신 도피 중인 냉동닭들을 사면하니 부속조항에 명기된 복권절차에 의해 신분을 회복하라. 5월6일까지 신해철닷컴에 자진 신고한 자는 전면 복권된다. 구제기간은 5월 말일로 종료되며 6일 이후 해동한 자는 개구리 박멸 기간 봉사활동을 명한다.

식구들끼리 회람되고 있는 과거 고스 파일의 교환 및 열람을 무기한 금지한다. 5월 한달을 '좀비의 달'로 지정하니 신해철팬, 넥스트팬, 고스팬 모두 무덤에서 스멀스멀 일어날 것이며 화목하기를 강제할 수 없으나 반목하지 말 것이며 어떠한 분열의 조짐과 언동도 가혹히 처벌받을 것이다.

이와 같으니 전원이 모든 네트워크와 채널을 이용하여 널리 알리도록 하며, 미처 소식 듣지 못하여 외톨이 되는이 한 사람도 없도록 하되, 특히 평소에 못마땅해하던 식구에게 전하라. 정작 그대들을 위함이다.

ㅈㄷ ㅁㄱㄷ 솓 초ㅑㅣㅇㄱ두 ㅐㄹ ㅇㅁ가ㅜㄷㄴㄴ. ㅁ갼ㄷ('한/영'키 변환 해석:We are the children of darkness. Arise)

이후 2011년 5월 9일부터 MBC 라디오의 봄철 프로그램 개편으로 MBC FM4U에서 오전 2시 ~ 3시까지 방송하게 되었다.
2012년 2월 7일 복통으로 쓰러진 신해철은 얼마 후 수술을 받게 되었고, 이로 인해 방송이 어려워져 재방송을 하거나, NB1을 이용한 방송 등을 하다가 상태가 호전된 후 제대로 방송을 진행했다. 하지만 이보다 조금 앞선 시기에 시작된 MBC 노조 파업의 여파로 인해 연출을 맡고 있던 정찬형 프로듀서가 고스트 스테이션을 떠나게 되었고, 신해철은 이 내용을 언급하며 3월 21일 방송분을 끝으로 방송을 잠시 내려 놓게 된다. 이후 새벽 2시 시간대에는 FM 영화음악(평일)과 클래식 공감(주말)이 시간을 앞당겨 방송됨부터 당시 MBC DMB 라디오 Channel M에서 내보냈던 레전드 팝 7080 재방송분이 송출되는 것에 이르다가 7월 18일에 노조의 파업이 잠정중단되면서 7월 24일에 방송이 정상적으로 재개되었다.
10월 7일 방송부터는 신해철이 앞으로 2주간의 특집을 하며, '고스트스테이션은 2001년 4월 1일 SBS 파워FM에서 시작하여 4207일째 존속 중이며, 4223일째 되는 2012년 10월 21일(※시간상으로는 22일.) 27시(새벽 3시)에 막을 내릴 예정'이라는 NB1의 멘트로 11년간 이어져 온 고스트 스테이션의 완전 종료를 알렸다. 그 공지대로 MBC 라디오 개편일과 겹친 2012년 10월 22일의 마지막 방송과 함께 고스트스테이션은 10여년간의 방송을 완전 종료했다.

#### 코너
- 쫌 놀아본 오빠의 미심쩍은 상담소

## 보통 방송 특징

### 오프닝 경고 문구
본 방송을 청취함으로써 생기는 정신적 육체적 물질적 피해, 불면증, 정서불안, 과대망상, 인성변화, 귀차니즘, 대인기피, 왕따, 식욕감퇴, 발육부진, 성적하락, 가정불화, 업무능력 저하, 소득감소, 직장생활 부적응 등등에 대해 고스트스테이션 제작진 일동은 어떠한 책임도 지지 않음을 경고드립니다.

### 시그널 송
| “ | We are the children of darkness 우리는 어둠의 자식 We are the friends of moon and stars 달과 별은 내 친구 Now, you are one of us, welcome welcome welcome 자 너도 식구다 방가 방가 방가 | ” |

### 고스 구호
바퀴벌레처럼 숨어살고 바이러스처럼 살아남아 박테리아처럼 창궐하여 종국에는 우리가 지배하리라.

### 시기별 특징적 방송내용

#### 전등 수신호
신해철은 새벽 2시 집에서 라이브 라디오 방송을 하던중 듣고 있는 사람은 집 불을 깜빡여 보라고 시켜서 서로의 존재를 확인하였다. 이에 신해철은 자신의 맞은 편 아파트에서 불이 깜빡이는 걸 확인하여 놀랐다고 한다.

#### 한국인 아프간 피랍사태관련 방송 (2007.7)
방송클립 일부분 다시듣기

#### 자체광고 (2011~2012)
방송 중간에 등장하는 가상 광고 두가지를 신해철이 직접 제작하여 사용했다.
- 레지던트 악플 - 고스트 픽쳐스
- 놀경 - 도서출판 유령원

### 유명한 노래
- 삼태기 메들리:방송을 날로 먹을 때 자주 쓰이기도 하는 20분짜리 메들리이다. 닉네임 '오랜지팩코'를 사용하는 청취자가 신청한 후로 자주 쓰이게 되었다.[16]

## 사건 및 논란

### 미군 장갑차에 의한 중학생 압사 사건비난
2002년 11월 27일, 미군 장갑차에 의한 중학생 압사 사건에 희생당한 여중생을 추모하면서 정부의 무능과 미국의 오만을 강력 비판하였으며 결국 방송은 일부가 편집된 채 나가야 했다.

### 노무현후보 선거캠프 합류
신해철은 라디오 DJ를 포기하고 2002년 12월 5일 민주당 노무현 후보 선거캠프에 합류하였고 민주당의 인터넷 라디오방송 DJ를 맡았었다.

### 대통령직 인수위원회 영어 정책 비난
2008년 1월 30일, 신해철은 대통령직 인수위원회의 영어 정책에 대해서 쓴소리를 하여 화제가 되었다.
"대통령직 인수위원회의 영어 정책은 반민주적인 작태이고 영어를 쓸 필요가 없는 사람까지 영어를 강제하겠다는 발상이다. 전 국민이 영어를 하게 하고 싶으면 미국의 51번째 주가 되든가 호주하고 캐나다와 함께 영국 연방으로 들어가라. 자진해서 식민지가 되면 전 국민이 영어를 할 수 있다.

LA에도 영어 안 쓰는 사람이 허다하다. 전 국민이 영어를 쓰게 하는 건 있을 수도 없고 있어서도 안되는 일이다."

방송클립 일부분 다시듣기 (1/2), 방송클립 일부분 다시듣기 (2/2)

### 소녀시대에 대한 침묵 야유 사건 비난
2008년 6월 10일, 특정 그룹이 나올때 야광봉 등을 꺼버리는 행위로 야유한 사건에 대해 쓴소리를 하여 화제가 되었다.(다시듣기 - 유튜브)
"특정 아이돌 그룹이 나올때 야광봉 등을 일부러 꺼버림으로써 야유를 하게 되는 집단 이지메의 연예계형이 일어났다. 매우 부끄러운 짓이고 어느 나라든지 무대 위에 올라가는 사람들에게 박수 갈채를 보내고 아니면 마는 게 맞는 것이지, 일부러 침을 뱉고 돌 날릴 이유는 없다. 올해의 이지메 대상으로는 소녀시대가 당했다.
저질관객이 저질공연, 저질문화를 만드는 법이다. 맨날 아이돌 탓을 할 필요는 없다. 자신들이 얼마나 저질인지 만 천하에 과시한 거나 다름없는 만행, 난행이었다. 야광봉이나 꺼버리는 3류팬 나부랭이들이 우리나라 음악에 공헌한다거나 해를 끼치는 힘은 요만큼도 없다. 그냥 저질 삼류관객 나부랭이들인 것뿐이다.
방송에 대해 불만이 있거나 야광봉 껐던 분들, 짜증이 나서 나한테 마음대로 욕하든지 말든지 해라. 욕이 접수되면 1년 365일 소녀시대 노래를 틀겠다. 방송 제목을 소녀스테이션으로 바꾸겠다."

## 징계
2002년 12월 13일 생방송에서 '술을 마시고 토한 이야기', '실외에서 용변 본 사연' 등 저속하고 품위없는 내용을 방송하여 방송심의에 관한 규정 제26조, "방송은 품위를 유지하여야 하며 출연자나 시청자에게 예의를 지켜야 한다"라는 조항에 위배돼 청취자에 대한 사과 명령을 받았다.

## 같이 보기
- 신해철
- N.EX.T

### 내용주
1. ↑  항상 2시간동안 하는 것은 아니었으며, 정기적으로 정파를 할때에나 가끔 자정부터 방송점검이 있을 경우에는 정규 방송분량인 2시간보다 1시간이 줄어든 상태에서 방송이 나가거나 방송을 쉬는 경우도 간혹 있었다.
2. ↑  자세한 설명은 #내용주 참조.
3. ↑  고스트스테이션의 마지막 시즌 마지막 연출을 담당하였다.
4. ↑  방송 초기부터 2004년말까지는 MR없이 신해철의 음성만 나오는 버전이 쓰였으나, 2005~2006년경부터는 신해철의 음성에 가상 오케스트라(미디)가 삽입된 버전이 주시그널음악으로 쓰이기 시작했다.
5. ↑  최종 시즌 라디오 방송을 기준으로 함.
6. ↑  최종 시즌 라디오 방송 기준.
7. ↑  단, 정식 방송은 5월 7일부터 시작했다.
8. ↑  다음날인 9월 17일에는 하이라이트 비슷한 형식의 보너스 방송분을 내보냈다.
9. ↑  날방 브레이커의 줄임 표현. 이번 시즌에 나온 가상의 프로그램으로, 문장을 입력하면 여러 가지 목소리로 읽어주는 영어교육용 프로그램을 가지고 방송을 만든 것이다. 신해철이 본인의 음악용 프로그램으로 추가 가공을 통해 기계음을 다듬었다고 2012년 10월 7일 방송분에서 설명한 바 있다.
10. ↑  이는 N.EX.T의 5집 앨범 수록곡 〈80's Series 01: Ghost Network_ Anarky in the net〉의 도입부 가사이기도 하다.

### 참조주
1. ↑  스타뉴스 (2007년 9월 2일). “신해철, 4년여 만에 '고스트네이션' 하차”. 2007년 9월 27일에 원본 문서에서 보존된 문서. 2007년 9월 2일에 확인함.고스트스테이션(미니버섯) (2007년 9월 18일). “인터넷 고스트 스테이션 방송 오픈! (현재 폐쇄된 상태)”. 2007년 9월 27일에 원본 문서에서 보존된 문서. 2007년 9월 19일에 확인함.
2. ↑  마이데일리 (2008년 3월 21일). “신해철 "'고스트스테이션' 부활로 의욕만땅, 사기만땅”.
3. 1 2  연합뉴스 (2011년 5월 4일). “신해철, 4년반만에 MBC라디오 DJ 컴백”.
4. ↑  방송 듣기
5. ↑  신소영 기자 (2002년 8월 19일). “'유령방송', 그곳엔 너와 내가 있다”. 오마이뉴스.
6. ↑  한국일보 (2002년 12월 20일). “대선 끝났으니 다시 연예인으로”. 한국일보.
7. ↑  송재수 기자 (2003년 2월 14일). “무대위의 `카리스마` 신해철”. 디지털타임즈.
8. ↑  홍제성 (2003년 10월 14일). “김미화, 김승현 등 MBC라디오 MC 맡아”. 연합뉴스.
9. ↑  김지연 (2007년 9월 2일). “'신해철 하차' 소식에 애청자들 "마왕, 제발 떠나지마"”. 머니투데이 스타뉴스.
10. ↑  안효은 (2007년 9월 3일). “신해철,'고스트네이션' 인터넷 방송은 계속한다”. 마이데일리.
11. ↑  한경닷컴 (2007년 9월 18일). “'신해철의 고스트네이션' 빈자리 임진모가 메운다”. 한경닷컴.
12. ↑  김지연 (2007년 10월 9일). “최윤영 아나운서, 여자 신해철 될까?”. OSEN.
13. ↑  김진희 기자 (2011년 4월 26일). “신해철 '고스트스테이션' 부활, 팬들은 "해동 완료"”. 엑스포츠뉴스.[깨진 링크(과거 내용 찾기)]
14. ↑  이현우 (2012년 2월 7일). “신해철, 2~3일 내 수술‥고스트스테이션 ‘휴방’”. 매일경제 스타투데이.
15. ↑  이현우 (2012년 2월 9일). “신해철 `고스트스테이션` 입원방송 "신음소리만‥"”. 매일경제 스타투데이.
16. 1 2  김현록 기자 (2011년 5월 10일). “"마왕이 변했다"..돌아온 신해철, 파격+순화”. 스타뉴스.
17. ↑  양승준 기자 (2009년 3월 29일). “신해철, "라디오는 일상의 한 부분...의리와 우정이 매력"”. 이데일리 스타in.
18. 1 2  손봉석 기자 (2002년 12월 11일). “"노무현이 지면 그들이 돌아온다"”. 프레시안.
19. ↑  “가수 신해철 비난 발언 "인수위 영어정책, 차라리 미국의 51번째 주 되라"”. 스포츠서울. 2008년 2월 5일.[깨진 링크(과거 내용 찾기)]
20. ↑  김시은 기자 (2008년 6월 10일). “신해철 “‘소녀시대 침묵’ 저질 3류 나부랭이들의 만행””. 한국경제.
21. ↑  “방송위, SBS에 무더기 징계”. 오마이뉴스. 2003년 1월 17일.